# 舞台機構操作盤
舞台機構操作盤（ぶたいきこうそうさばん）は、主にホール・劇場などに舞台機構として設置されている各種電動・油圧機器類を遠隔操作するために、スイッチ（押しボタン等）を集約した機器である。通常は略して「操作盤」と称される。

緞帳・反響板および、各種幕類など吊り物を吊る美術バトンや舞台照明器具を吊るためのサスバトンなどの昇降、廻り舞台の回転制御、舞台迫りの昇降などを、操作要員（オペレーター）が行うために設けられている。

## 設置場所
各ホールや劇場によって大きく異なるが、ここでは日本国内での一般的な例を挙げる。
舞台機構操作盤（以下、操作盤と略す）は、概ね舞台両端部前方（舞台袖）のどちらかで、舞台全体を把握しやすいような位置に設置される。これは舞台設営・催事進行・撤去の監督者（舞台監督）や、要員（大道具方、舞台照明従事者、舞台音響従事者など）とのコミュニケーションを図りやすくすると同時に、操作盤要員が対象物を直接目視して作業することで、より確実な安全管理ができるからである。

ホールによっては舞台袖の中二階に専用の部屋を設けたり、客席後方に設置されている場合があるが、この場合は操作盤から直接目視の作業が困難になるため（補助用にITVモニターが設置されているが不十分）、舞台上に安全要員を配置して、無線連絡などで操作盤に指示を送るような対策が取られている。また、可搬式の副操作盤を使用する例もある。
オペラ座の怪人などの大規模ミュージカルの場合、劇場備え付けのものとは別に専用の操作盤を設置することがある。キャッツなどの仮設劇場の場合でも同じように専用の操作盤を設置するが、これら専用のものは汎用性こそないものの、使いやすさや安全面も含めて演目に特化してつくられている。

## 構造
見た目には鉄製のケースに収まった、スイッチ類が並んでいる箱であり、非常に簡単な構造の物もあるが、昨今は電子制御による機構停止位置の複数記憶や速度制御も出来るようになり、異なる機構を同時に別作動させるような記憶装置を搭載するなど、照明・音響機器と同様に複雑化の一途を辿っている。
動力式の舞台機構は誤動作をさせた場合に大事故を誘発する可能性が高いため（後述）、操作盤には各種の安全装置が設けられている。
例えば電源主幹はキースイッチになっており、離席するときはキーを抜くことで担当者以外の操作を防止するようになっており、他にも起動スイッチを複数個設け、手順を踏まないと操作できないなどの安全対措置が施されている。

## 安全管理
大規模なホールや劇場になればなるほど、それに比例して照明器具も増え、美術セットも巨大になり、結果として重量も増していく。操作盤は人の手によって操作しているとはいえ、実際に動いているのはモーターや油圧シャフトなどの強力な機械である。綱元でバトンを操作中に、吊り物が何かに引っかかったような違和感があれば、その時点ですぐに操作を止めることが可能だが、機械は全く構わずに停止させるまで動き続ける。その結果、舞台上に吊ってある重量物が落下したり、下がっている迫りに人が落ちたりする例も少なくない。操作盤要員が気を配っていても、催事の本番中はセットや幕で視界を遮られ全体を把握することは非常に困難であり、動力機構の稼動前・稼動中の安全確認などの安全管理対策が必須である。
また、操作盤には、先に挙げたような舞台機構を稼動・制御・停止させるためのスイッチ類が整然と配置されており、慣熟した要員であれば誤動作をさせることが無いような工夫がなされている。しかしながら、操作盤は製造された時期や各製造会社によって配置に相違があり、さらにホール・劇場ごとに建築構造上の相違をはじめとする様々な要因により、どこのホール・劇場の操作盤でも同じようにすぐに操作できるようなものにはなっていない。このため、各ホール・劇場では操作盤専門の要員を配置し、日常的に習熟させて操作者を限ることにより誤動作を防ぐようにしている事例が多い。ただし、簡単な作業であれば、ホール・劇場職員（小屋付き）の別セクションの担当者が操作する例も多く見受けられる。